# Curtis Mayfield
Curtis Mayfield (ur. 3 czerwca 1942 w Chicago, zm. 26 grudnia 1999 w Roswell) – amerykański wokalista i gitarzysta, jeden z najwybitniejszych przedstawicieli muzyki soul, twórca stylu chicagowskiego, zbliżonego do funky, będącego przeciwwagą dla ułagodzonego i społecznie indyferentnego stylu kreowanego przez Motown.
Mayfield rozpoczął swą karierę w grupie The Impressions. W 1968 równolegle z występami w grupie kontynuował swą karierę solową. Bardzo emocjonalne piosenki Curtisa, w swej treści poruszały sprawy czarnych społeczności wielkich miast USA. Treść jego piosenek stała często w sprzeczności z ich formą. Śpiewał on swym słodkim falsetem o murzyńskich dzieciach spędzających swe dzieciństwo na brudnych ulicach, handlarzach narkotyków i przemocy w gettach etnicznych. W związku z tym zaangażowaniem społecznym, Mayfielda uznaje się za jednego z prekursorów stylu urban. Pod względem muzycznym kompozycje Mayfielda zbliżone były do chicagowskiego bluesa z rytmicznie grającą gitarą elektryczną i fortepianem z wykorzystaniem czarnych klawiszy. Mayfield komponował także dla znanych artystów z kręgu soul, takich jak Aretha Franklin, Gladys Knight & the Pips i The Staples Singers. Do największych przebojów Mayfielda należą Gypsy Woman, It's All Right, People Get Ready, Freddie's Dead, Superfly i Don't Worry.
W sierpniu 1990, w czasie scenicznego występu, Mayfield uległ wypadkowi, w wyniku którego został sparaliżowany od karku w dół. Mimo ciężkiego stanu fizycznego zdołał nagrać kolejny album New World Order. Wkrótce jednak jego stan zdrowia zaczął się pogarszać, uniemożliwiając mu dalszą pracę. Zmarł w 1999. 
W 1998 Curtis Mayfield został wprowadzony do Rock and Roll Hall of Fame.

## Dyskografia
- Curtis (1970)
- Curtis/Live! (1971)
- Roots (1971)
- Superfly (1972)
- Rapping (1972)
- Back to the World (1973)
- Curtis in Chicago [live] (1973)
- Got to Find a Way (1974)
- Sweet Exorcist (1974)
- There's No Place Like America Today (1975)
- Let's Do It Again (1975)
- Give Get Take Have (1976)
- Never Say You Can't Survive (1977)
- Short Eyes (1977)
- Do It All Night (1978)
- Heartbeat (1979)
- Something to Believe In (1980)
- Honesty Boardwalk (1983)
- We Come in Peace (1985)
- Live in Europe (1987)
- People Get Ready - Live at Ronnie Scott's (1988)
- Take It to the Streets (1990)
- BBC Radio 1 in Concert [live] (1994)
- Live in New York City (1994)
- Live (1994)
- Live at the Bitter End (1995)
- New World Order (1996)
- Man of Inspiration (1998)
- Give It Up (1998)
- Love Is the Place (2000)
- Gospel Greats (2003)